# Leôncio (usurpador)
Leôncio (em grego: Λεόντιος; romaniz.: Leontios; 488) foi um general do Império Bizantino e pretendente ao trono, que liderou uma rebelião contra o imperador Zenão em 484 - 488.

## Biografia
Leôncio era de origem síria, vindo de Dalisando. De acordo com Zenão ele se tornou mestre dos soldados da Trácia (magister militum per Thracias).
Em 484, o general romano Ilo rompeu suas relações com o imperador Zenão. O imperador mandou Leôncio com um exército contra Ilo, mas ele conseguiu convencer Leôncio a passar a seu lado. Zenão não era popular com povo de Constantinopla, uma parte crucial da política romana do Oriente, porque era um isauro e, como tal, ele era considerado um bárbaro (é por isso que ele havia sofrido uma tentativa de golpe em 475-476 por Basilisco; Ilo, que também era um isauro, decidiu não tomar para si, mas levantar Leôncio ao trono.
A coroação de Leôncio ocorreu em Tarso em 19 de julho de 484 - o dia foi escolhido seguindo o conselho de alguns astrólogos para um dia favorável - pelas mãos da imperatriz-viúva Élia Verina, que então enviou uma carta aos governadores da Diocese do Oriente e da Diocese do Egito, sugerindo-lhes que aceitassem o usurpador como imperador. Leôncio foi reconhecido em Antioquia, em 27 de julho, e, em alguns outros lugares, ele ainda teve tempo para nomear funcionários e cunhar moedas, antes de enfrentar a reação de Zenão.
O exército de Zenão, composto por soldados romanos e ostrogodos, sob o comando de Teodorico, o Amal, e João, o Cita, derrotou o exército rebelde perto de Antioquia (8 de agosto). Illo e Leôncio foram obrigados a refugiar-se no interior da fortaleza de Papúrio, onde os insurgentes resistiram por quatro anos. Em 488, a fortaleza caiu à traição; Leôncio foi morto, decapitado em Selêucia em Calicadno, e sua cabeça foi enviada a Zenão.
Illo e Leôncio eram ambos calcedonianos e conseguiram o apoio do patriarca Calandiono de Antioquia, contudo não tiveram muito mais além disso. Alguns pagãos também apoiaram a revolta, entre eles o poeta, filósofo e adivinho Pamprépio.